# ارنست واس

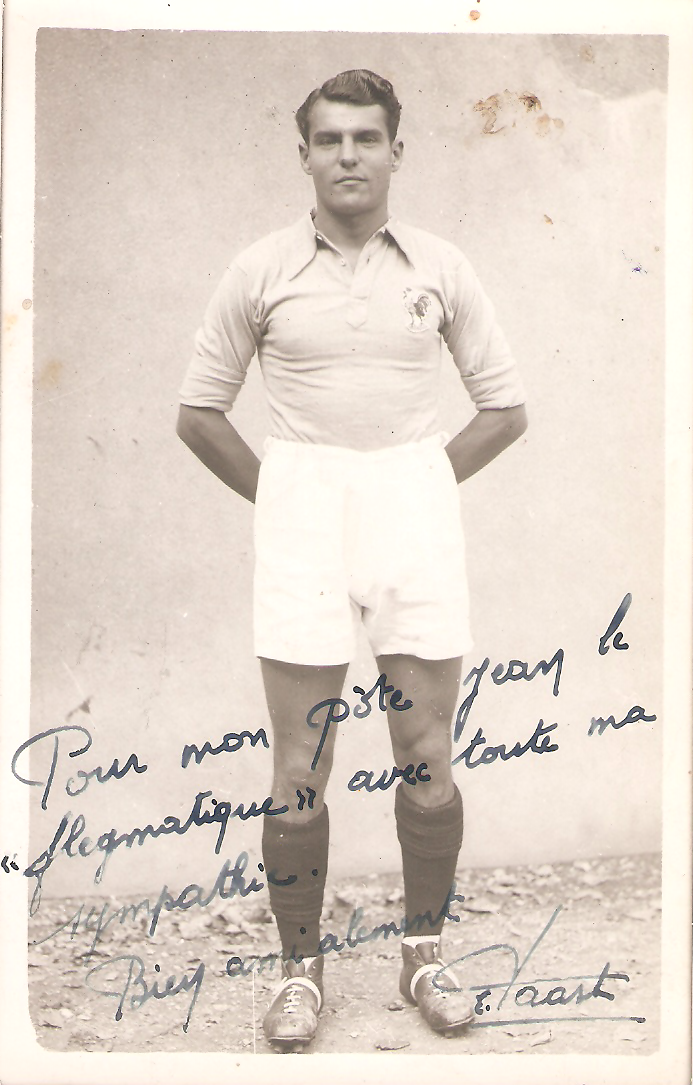
ارنست واس - ۲۰۲۲

ارنست واس (فرانسوی: Ernest Vaast‎; ۲۸ اکتبر ۱۹۲۲ – ۱۰ آوریل ۲۰۱۱) بازیکن فوتبال اهل فرانسه بود.
از باشگاه‌هایی که در آن بازی کرده‌است می‌توان به باشگاه فوتبال سروت ۱۸۹۰ و باشگاه فوتبال رن اشاره کرد.
وی همچنین در تیم ملی فوتبال فرانسه بازی کرده‌است.